# Relaciones España-Macedonia del Norte
Las relaciones España-Macedonia del Norte son las relaciones entre estos dos países. Macedonia del Norte tiene una embajada en Madrid y consulados honorarios en Barcelona y Valencia. España tiene una embajada en Skopie. Las relaciones de estos dos países vienen definidas principalmente por la membresía de ambos a la OTAN.

## Relaciones diplomáticas

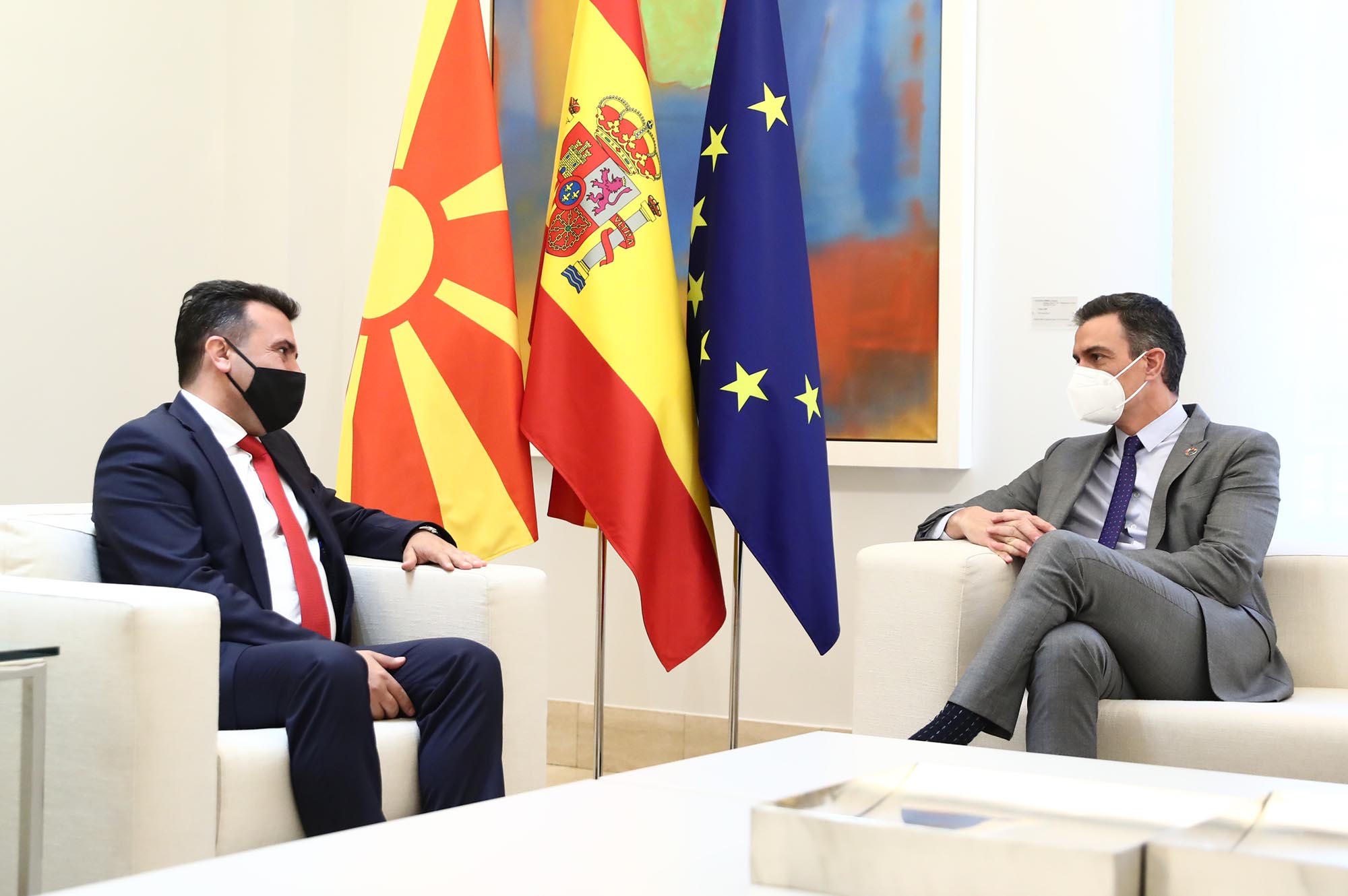
Se halla reunido el presidente de España con su homólogo de Macedonia, en el 2021.

En la actualidad España no mantiene ningún contencioso con Macedonia del Norte. España apoya la aspiración de integración euroatlántica del país.
España y Macedonia del Norte, establecieron relaciones diplomáticas el 28 de julio de 1994. Los actos de celebración del vigésimo aniversario de dicha efemérides tuvieron lugar en octubre de 2014 en Skopie.
El 9 de abril de 1999, el ministro de Asuntos Exteriores, Abel Matutes, viajó a la República de Macedonia para ofrecer apoyo político y económico y la adhesión incondicional del Ejecutivo español al Gobierno macedonio por su acogida a miles de refugiados albano-kosovares, resultado de la crisis de Kosovo y los bombardeos de la OTAN que comenzaron en marzo de ese año.
Con ocasión de la cumbre de la OTAN de Washington del 25 de abril de 1999, el entonces presidente del Gobierno español, José María Aznar, se comprometió ante el presidente macedonio, Kiro Gligorov, a intensificar la ayuda humanitaria española para atender a los refugiados de Kosovo. La misión diplomática permanente de España en Skopje fue creada mediante R.D. 866/2006 de 14 de julio. D. José Manuel Paz Agüeras fue designado primer
Embajador de España con residencia en Skopje, en Macedonia del Norte mediante R.D. 1003/2006 de 8 de septiembre. Entre los dos países se produce un intercambio fluido de candidaturas a Organizaciones Internacionales.
El 12 de mayo de 2021, Pedro Sánchez, presidente de España, recibió en el Palacio de la Moncloa al primer ministro de Macedonia del Norte, Zoran Zaev. Siendo esta la primera vez que un jefe de gobierno de la República de Macedonia del Norte hace una visita a España. La visita consistió en un almuerzo de trabajo en el cual se habló sobre la situación de Macedonia en lo relativo a la vacunación del Covid-19 y sobre las reformas que se están llevando a cabo para obtener mayor transparencia, para combatir la corrupción, para reformar el poder judicial y también aquellas reformas que se hallan en proceso sobre el Estado de Derecho que la UE considera prioritario para una posible integración.

## Relaciones económicas
Desde 2001 el comercio entre Macedonia del Norte y España se ha caracterizado por un significativo déficit para España, con una cobertura que en 2010 solo era del 49%. Este patrón cambió significativamente durante 2012, 2013 y 2014 arrojando tasas de cobertura positivas para España.
En 2014 los principales productos exportados desde España a Macedonia del Norte fueron los cárnicos, confección femenina, productos cerámicos, alimentación animal, componentes electrónicos, automóviles, tabaco sin elaborar y tejidos técnicos.
En el mismo año los principales productos importados en España desde Macedonia del Norte fueron los productos siderúrgicos, material eléctrico (24,7% del total) seguidos de lejos por prendas de vestir, calzado y tabaco sin elaborar.
Según datos de DataInvex, los flujos de inversión entre ambos países son casi inexistentes: las inversiones españolas en Macedonia del Norte fueron de -0’91, 0’12 y 0’09 millones de euros en 2009, 2010 y 2011 respectivamente. En 2012 alcanzaban los 0’2 millones de euros. DataInvex no recoge datos de inversión en Macedonia del Norte en 2013. Las inversiones acumuladas desde 1993 son de 157 mill €. DataInvex no registra inversiones macedonias en España desde 2009, año en que ascendieron a 3 millones de euros.

## Cooperación
España concedió a Macedonia del Norte un crédito FAD para construcciones hidroeléctricas por valor de 4 millones de euros con cargo a los Fondos de Ayuda
al Desarrollo.
El fondo español de ayuda al cumplimiento de los Objetivos del Milenio ha destinado 5 millones de dólares a financiar el Programa de Naciones Unidas para el Fomento del Diálogo y la Colaboración Interétnica en Macedonia del Norte, gestionado localmente por el PNUD, UNESCO y UNICEF.
En diciembre de 2006, bajo los auspicios de la Fundación Internacional y para Iberoamérica de Administración y Políticas Públicas (FIIAAPP) tuvo lugar una visita de expertos españoles que dictaron un seminario sobre gestión de fondos comunitarios. España se adjudicó un hermanamiento de la UE de 22 meses de duración sobre capacitación para la lucha contra el blanqueo de dinero, con un experto español residente que finalizó en agosto de 2009. Entre mayo de 2010 y enero de 2012 se desarrolló un proyecto de cooperación en materia fiscal entre la UE y Macedonia del Norte dirigido por España. A partir de febrero de 2011 se inició un hermanamiento de apoyo al Ombudsman macedonio de 18 meses de duración, con un coordinador residente español. Se trataba de un proyecto conjunto presentado por las oficinas del Defensor de Pueblo de España y Francia, liderado por España. En diciembre de 2011 se inició un segundo hermanamiento franco-español para la educación de adultos, con liderazgo francés.
A febrero de 2016 dos hermanamientos se encuentran en fase de desarrollo. El primero, dirigido a la mejora de la administración tributaria macedonia inició su ejecución durante el mes de febrero de 2015. El segundo, sobre mejora del medio ambiente inició su ejecutoria en abril de ese mismo año. Un tercer y cuarto proyectos se encuentran a punto de despegar en 2016. El primero es un hermanamiento cuyo objetivo es la armonización con la nueva directiva sobre seguros y el segundo (un hermanamiento “ligero”, sin consejero residente) sobre asuntos de lucha contra la discriminación.